# Bernal (Argentine)
Pour les articles homonymes, voir Bernal.
Bernal est une ville d'Argentine située au nord-est de Quilmes, dans la province de Buenos Aires, à environ 10 milles (16 km) de la capitale. Elle est la deuxième plus grande et populeuse ville de la région. En 2001, elle compte 109 790 habitants.